# Gretna (Florida)
Gretna is een plaats (city) in de Amerikaanse staat Florida, en valt bestuurlijk gezien onder Gadsden County.

## Demografie
Bij de volkstelling in 2000 werd het aantal inwoners vastgesteld op 1709.
In 2006 is het aantal inwoners door het United States Census Bureau geschat op 1637, een daling van 72 (-4,2%).

## Geografie
Volgens het United States Census Bureau beslaat de plaats een oppervlakte van
4,9 km², geheel bestaande uit land. Gretna ligt op ongeveer 91 m boven zeeniveau.

## Plaatsen in de nabije omgeving
De onderstaande figuur toont nabijgelegen plaatsen in een straal van 24 km rond Gretna.